# Speciální čarodějnický díl IV – Dům plný hrůzy
Speciální čarodějnický díl IV – Dům plný hrůzy (někdy nesprávně uváděno jako Speciální čarodějnický díl IV; v anglickém originále Treehouse of Horror IV) je 5. díl 5. řady (celkem 86.) amerického animovaného seriálu Simpsonovi. Scénář napsali Conan O'Brien, Greg Daniels, Dan McGrath, Bill Oakley, Josh Weinstein a Bill Canterbury a díl režíroval David Silverman. V USA měl premiéru dne 28. října 1993 na stanici Fox Broadcasting Company a v Česku byl poprvé vysílán 21. ledna 1996 na stanici ČT1.

## Děj
Průvodcem dílu je Bart v galerii různých hrůzostrašných obrazů. Díl je rozdělen na tři části: Ďábel a Homer Simpson (v anglickém originále The Devil and Homer Simpson), Hrůza ve výši 5½ stopy (v anglickém originále Terror at 5½ Feet) a Drákula Barta Simpsona (v anglickém originále Bart Simpson's Dracula).

### Ďábel a Homer Simpson
Zatímco si Homer dává v práci šlofíka, jeho spolupracovníci Lenny a Carl mu snědí všechny jeho koblihy. Zděšený Homer nabídne svou duši ďáblu, kterým je Ned Flanders, aby dostal pekelně dobrou koblihu. Předtím, než Homer sní poslední sousto, mu ďábel řekne, že až ho dojí, Homerova duše bude jeho. Homer však poslední kousek nedojí, a duše tedy ďáblu nepatří. Během noční návštěvy lednice jej otupělý Homer sní a měl by o duši přijít. Na dotaz Lízy však ďábel souhlasí se spravedlivým soudem, který započne druhý den o půlnoci. Zatím ale Homer bude trávit čas v pekle, kde musí „za trest“ sníst všechny koblihy světa.
Soud pekelných záležitostí vede smrtka, obhájcem Homera je dobře známý právník Lionel Hutz a žalobce je sám ďábel. Jako porota jsou povoláni vlastizrádce Benedict Arnold, vražedkyně Lizzie Bordenová, bývalý prezident Richard Nixon, Lincolnův vrah John Wilkes Booth, pirát Černá brada, gangster John Dillinger a základní sestava Philadelphia Flyers z roku 1976 (která vyvolá u Simpsonových největší zděšení). Vypadá to, že ďábel má všechny trumfy v ruce, ale nakonec soud rozhodne, že Homerova duše patří Marge, protože již dávno před smlouvou s ďáblem ji upsal Marge sám Homer. Před odchodem ještě ďábel promění Homerovu hlavu v koblihu. On se pak neustále uždibuje.

### Hrůza ve výši 5½ stopy
Cestou do školy napadne školní autobus zlý skřet, odšroubuje mu kolo a autobus se vybourá. Pak se Bart probudí a vyjde najevo, že se mu to jen zdálo. Když ráno skutečně nastoupí do autobusu, z okýnka zjistí, že školní autobus napadl zlý skřet, stejně jako v jeho snu. Skřet začne autobus pomalu ničit. Bart se snaží ostatní přimět, aby autobus zastavili. Nikdo mu nevěří a Bart postupně propadá paranoii. Bartovi se podaří skřeta zneškodnit světlicí a před školou se ukáže, že celý autobus je zdemolovaný. Bartovi to ale zajistí doživotní pobyt v blázinci. Když ho odváží sanitka, napadne ji zas onen zlý skřet.

### Drákula Barta Simpsona
Pan Burns pozve rodinu do svého sídla v Pensylvánii. Pan Burns i jeho sídlo jako by z oka vypadlo pověstem o upírech. Při večeři jim je naservírovaná krev místo vína. Bart s Lízou mají podezření, pan Burns je upír, objeví tajnou upíří místnost a Barta tam pan Burns kousne. Rodina se vrátí domů a tam zjistí, že z Barta je upír. Rozhodnou se zabít hlavního upíra pana Burnse, a tím Barta zachránit. Když ho zabijí, doma se ukáže, že všichni krom Lízy jsou upíry a základním upírem je Marge.

## Produkce
Díl režíroval David Silverman a na scénáři se podíleli Conan O'Brien (jeho poslední práce pro Simpsonovy; v době vysílání této epizody byla jeho zbrusu nová noční show na NBC vysílána něco málo přes měsíc), Bill Oakley, Josh Weinstein, Greg Daniels, Dan McGrath a Bill Canterbury. Jedná se o čtvrtý Speciální čarodějnický díl. Stejně jako ostatní halloweenské speciály je epizoda považována za nekanonickou a nespadá do běžné kontinuity seriálu. O'Brien pracoval na Bartu Simpsonovi uvádějícím jednotlivé části, aby se ujistil, že „táhne“ epizodu za jeden provaz. Je založen na televizním seriálu Roda Serlinga Night Gallery, v němž se Serling objevuje v umělecké galerii a každou epizodu uvádí odhalením obrazů zobrazujících příběhy. Výkonný producent James L. Brooks seriál miloval, takže pro něj bylo „velkou zábavou“ dělat parodii. Showrunner David Mirkin si myslel, že Speciální čarodějnické díly byly nejtěžší na natáčení, protože štáb musel všechny tři příběhy vměstnat do pouhých 22 minut. Mirkin řekl: „Věci se musely dít opravdu rychle. Jsou opravdu jen napěchované vtipy, příběhovými údery a vším možným.“.
První část, Ďábel a Homer Simpson, napsali Daniels a McGrath. Když se poprvé objeví ďábel Flanders, vypadá stejně jako ďábel Černobog z filmu Fantazie z produkce Walta Disneyho z roku 1940; Silverman obdivoval zejména animaci v této pasáži. Oakleymu se líbil nápad, že Flanders je ďábel, protože to byla postava, kterou by diváci nejméně čekali. Také si myslel, že Harry Shearer odvedl dobrou práci, když namluvil Flanderse mnohem temnějším způsobem, a přitom zůstal velmi věrný postavě. Mnoho scén muselo být vystřiženo, aby se část zkrátila, včetně jedné, která ukazovala Homerovu useknutou hlavu, kterou démon v pekle používal jako bowlingovou kouli. Tato scéna se později objevila v klipové Slavnostní epizodě, která se vysílala v sedmé řadě seriálu.
Druhou pasáž, Hrůzu ve výši 5½ stopy, napsali Oakley a Weinstein. Byla inspirována epizodou seriálu Zóna soumraku s názvem Nightmare at 20,000 Feet, v níž postava Williama Shatnera uvnitř letadla sleduje gremlina, který trhá křídlo. Silverman se na epizodu díval, aby se inspiroval pro Bartovu mimiku. Oakley řekl, že na designu gremlina v dílu bylo hodně práce, aby byl děsivý „v rámci simpsonovského vesmíru“. Mirkin uvedl, že podle něj byl gremlin dobře udělaný, protože vypadal děsivě a „přitom vypadal jako zcela organická simpsonovská postava“. V této části se poprvé v seriálu objevuje postava Ütera z Německa; byl koncipován jako jednorázový vtip, ale v pozdějších epizodách se objevil znovu, protože Mirkin měl pocit, že je to „takový dokonalý stereotyp“.
Drákulu Barta Simpsona, třetí část dílu, napsal Canterbury. Je založen na filmu Francise Forda Coppoly Dracula od Brama Stokera. Mirkin byl velkým fanouškem tohoto filmu a prosadil část o upírech inspirovanou tímto filmem. Konečný výsledek se mu líbil a domníval se, že pan Burns je v roli Drákuly dokonalý, Drákulu a jeho hrad navrhl Silverman. Mirkin, „velký“ fanoušek Peanuts, přišel s nápadem na závěr Drákuly Barta Simpsona.

## Kulturní odkazy
Obalové části jsou odkazem na televizní seriál Roda Serlinga Night Gallery. Obrazy, jež jsou v těchto pasážích k vidění, jsou parodiemi na známá díla, jako například Výkřik, Syn člověka, Maratova smrt, Persistence paměti a Ascending and Descending, na nichž jsou zobrazeni členové rodiny Simpsonových. 
Hrůza ve výši 5½ stopy je parodií na závěrečnou část z filmu Zóna soumraku a epizody stejnojmenného seriálu Nightmare at 20,000 Feet. Název a většina děje Drákuly Barta Simpsona je parodií na film Francise Forda Coppoly Dracula od Brama Stokera. Závěr pasáže je odkazem na animovaný televizní speciál Snoopy o Vánocích.
Démon, který Homera krmí koblihami, ve své řeči odkazuje na Jamese Coca, herce, který si získal pozornost díky svému kulinářskému talentu a nejprodávanějším kuchařkám. Porotu u Homerova soudu tvoří John Wilkes Booth, Lizzie Bordenová, John Dillinger, pirát Černá brada, Benedict Arnold, základní sestava Philadelphie Flyers z roku 1976 a Richard Nixon (který upozorňuje, že ještě není mrtvý). Když se Ďábel objeví poprvé, připomíná démona Černoboga z filmu Fantazie od Walta Disneyho, zvláště poté, co Homer objeví technickou chybu a začne se Ďáblovi posmívat, že je „chytřejší než ďábel“, dokud se Ďábel nepromění v démona podobného Černobogovi a předtím, než zmizí, se na něj zadívá. Scéna v Pekle, kdy je Homer nakrmen všemi koblihami světa a žádá o další, je přímou parodií na kreslený film Pigs Is Pigs, v němž se postavy Prasátka (známého tím, že je obžerství) ujme vědec a donutí ho sníst všechno jídlo světa. Ve školním autobuse má Martin na sobě tričko s nápisem Wang Computers. V sídle pana Burnse si Líza všimne svazku, který je umístěn na stojanu ve sklepě. Přiběhne k němu a přečte si jeho název: „Ano, jsem upír, napsal Monty Burns. Předmluva: Steve Allen“, což je narážka na amerického herce Steva Allena. Krátce poté, co svazek najde, dělá narážky na Shempa a Curlyho Howarda ze seriálu Tři moulové, přičemž si Bartovy ustrašené pokusy o upoutání její pozornosti plete s jejich dojmy. Bart vznášející se před oknem Líziny ložnice je parodií na Ztracené chlapce i na román Stephena Kinga Salem's Lot. Plán rodiny zabít hlavního upíra je také odkazem na film i román. Zejména zvratové odhalení, že Burns není hlavním upírem, je také odkazem na zvratový konec filmu Ztracení chlapci. V závěrečných titulcích epizody se objevuje verze znělky Simpsonových, která je kombinací nástrojů použitých v znělce filmu The Munsters a cembala a klikání ze znělky seriálu Rodina Addamsova.

## Přijetí
V původním americkém vysílání se díl umístil v týdnu od 25. do 31. října 1993 na 17. místě ve sledovanosti s ratingem 14,5, což znamenalo 13,6 milionu domácností. Epizoda byla v tomto týdnu nejlépe hodnoceným pořadem na stanici Fox.
Po odvysílání epizoda získala od televizních kritiků převážně pozitivní hodnocení. Autoři knihy I Can't Believe It's a Bigger and Better Updated Unofficial Simpsons Guide, Warren Martyn a Adrian Wood uvedli, že epizoda obsahuje mnoho pozoruhodných pasáží a je „pravděpodobně nejlepším“ Speciálním čarodějnickým dílem. Zvláště se jim líbily scény v Pekle, kde je Homer potrestán ďáblem, a pokusy šéfa Wigguma vypořádat se s Drákulou (o němž si myslí, že je mumie) ve třetí části tím, že nařídí zničit egyptské křídlo springfieldského muzea. Colin Jacobson z DVD Movie Guide považoval za nejlepší pasáž dílu Hrůzu ve výši 5½ stopy. Jacobson pochválil Ďábla a Homera Simpsona jako chytře vtipnou část a Drákulu Barta Simpsona označil za „nejméně efektivní“ a tvrdil, že „představuje několik dobrých momentů, ale nikdy se úplně nerozjede“. Patrick Bromley z DVD Verdictu dal epizodě hodnocení A a označil ji za „jeden z nejlepších“ halloweenských speciálů, ačkoli řekl, že Pátý speciální čarodějnický díl byl lepší. John Thorpe z Central Michigan Life díl označil za desátou nejlepší epizodu seriálu a napsal: „Nejlepší část přichází, když se Homer rozhodne nesníst poslední část koblihy, čímž se zachrání před peklem. Vtipné.“. Bill Gibron z DVD Talku udělil epizodě 4 body z 5.
Kim Nowacki z Yakima Herald-Republic označila díl za svou „nejoblíbenější“ epizodu. Pochválila parodie na Zónu soumraku a Snoopyho o Vánocích. Nathan Ditum z Total Filmu označil odkaz na Drákulu Brama Stokera za 32. nejlepší filmovou referenci v historii pořadu. James Whitbrook z Gizmodo označil Drákulu Barta Simpsona za „nejlepší skeč v tom nejlepším Speciálním čarodějnickém dílu“.